# Léonhard Quaglia
Léonhard Quaglia, francoski hokejist in hitrostni drsalec, * 4. januar 1896, Chamonix, Haute-Savoie, Francija, † ?.
Quaglia je bil hokejist kluba Chamonix HC v francoski ligi, za francosko reprezentanco pa je nastopil na treh olimpijskih igrah in dveh evropskih prvenstvih, na katerih je osvojil po eno zlato in srebrno medaljo. Na dveh olimpijskih igrah je nastopil poleg hokeja tudi v hitrostnem drsanju. Leta 2010 je bil sprejet v Francoski hokejski hram slavnih.